# Ursa (DC Comics)
Ursa es una supervillana ficticia que aparece en los cómics estadounidenses publicados por DC Comics. Apareció por primera vez en la película de 1978 Superman: The Movie interpretada por la actriz Sarah Douglas. El personaje hizo su debut en el cómic en Action Comics # 845 (enero de 2007). Una adversaria del superhéroe Superman y cómplice del General Zod, por lo general se la representa como encarcelada en la Zona Fantasma junto con el General Zod y Non.

## Personaje
Ursa se representa en ambas películas como un enemigo de cualquier hombre en cualquier lugar. Las únicas excepciones a este prejuicio parecen ser Non y General Zod. En la primera película, este aspecto de su personaje es enfatizado por Jor-El en su discurso mientras los sentencia a la Zona Fantasma. En la segunda película, dirigida por Richard Lester, las tendencias de odio masculino de Ursa sobreviven, pero la repetición del discurso de Jor-El enfatiza un aspecto diferente de su personaje. En Superman II de Lester, Jor-El dice "Ursa, el único sentimiento que mostraste fue por tu general vicioso. Tu único deseo, gobernar a su lado". La inclusión de Lester de este material (filmado por Donner) altera ligeramente al personaje, haciéndola más suave y, al menos hasta cierto punto, enamorada del General Zod. En Superman II grabado por Richard Donner, Ursa es más cruel y expresa su deseo de matar a tantos hombres como pueda en una escena de una versión extendida de televisión. Durante la escena lunar, Ursa conoce a un astronauta. Ursa le arranca el parche de la NASA y lo mata. Luego lo patea entre las piernas, enviándolo al espacio. Esta escena muestra lo cruel y poderosa que es Ursa. En las imágenes de Donner, Ursa no necesariamente parece estar enamorada del General Zod, pero está con él porque comparten objetivos comunes.
A lo largo de Superman II, Ursa recopila símbolos e insignias cuando se encuentra con oficiales de la policía y militares en la Tierra, y mantiene estas insignias en su disfraz como símbolos de aquellos a quienes ha conquistado o asesinado. Ella toma un parche de la NASA de un astronauta, una insignia de Sheriff, una insignia del uniforme de un oficial militar en la Casa Blanca y varias insignias y símbolos más que se pueden ver adheridos a su uniforme a medida que avanza la película.

## Cómics
Hasta 2006, el personaje de Ursa nunca había aparecido en los cómics de Superman, pero una personaje similar, llamada Faora, hizo varias apariciones en los cómics de Superman Pre-Crisis. Faora fue una villana de la Zona Fantasma que apareció por primera vez en Action Comics # 471 (mayo de 1977). Al igual que Ursa, Faora odia a todos hombres y, de hecho, fue sentenciada a la Zona Fantasma por "causar deliberadamente la muerte de 23 hombres kryptonianos en su propio campo de concentración masculino".
En JSA Classified # 3, Power Girl (que no estaba segura de sus verdaderos orígenes, en ese momento) se enfrentó a un prisionero fugitivo, de la Zona Fantasma. Afirmó que la verdadera identidad de Power Girl es Ursa, que había escapado de la Zona con su ayuda y prometió ayudar a los demás a escapar. Sin embargo, más tarde se reveló que el prisionero era una ilusión, creada por el Psico-Pirata.
Action Comics # 845 (enero de 2007), que es la segunda parte del arco de "Last Son" de Geoff Johns y Richard Donner, finalmente presentó a Ursa al canon del cómic de Superman. Esta versión de ella contiene elementos similares a la versión originalmente lanzada de Superman II (a pesar de que Donner está coescribiendo este arco) donde está enamorada de Zod. Zod y Ursa son los padres del niño kryptoniano que adoptaron Superman y Lois Lane.
En un flashback en Action Comic Annual # 10, una versión completa de la historia contada en Superman II alineó en parte su historia con la de su contraparte de la película. Amante del general Zod y parte de la guardia kryptoniana, creía que Non y Jor-El tenían razón sobre el destino final de Krypton y buscaban rebelarse contra el Consejo. Cuando Non fue secuestrado, lobotomizado y convertido en un bruto con inteligencia mínima e incapaz de hablar, Zod y Ursa estallaron, instigando una rebelión abierta, mientras que Jor-El se rindió al Consejo, y finalmente usó el proyector de la Zona Fantasma sobre el trío durante el juicio visto. en ha sido la película. Ursa se mantuvo leal a Zod, incluso en su "exilio", y creyendo que Jor-El debería haber podido salvar a Krypton, o al menos su linaje, estuvo de acuerdo con Zod en perseguir y vengarse de la Casa de El.
Ursa aparece en otro flashback junto a Zod en Action Comics # 866. Aquí, ella y Zod se encuentran con Brainiac, quien encoge a Kandor. Durante este encuentro, Brainiac mató a toda la unidad bajo el mando de Ursa. Esto la paraliza de miedo, la convierte en la persona más vengativa que es ahora. Dirige un escuadrón de Black Ops que ha estado viviendo en la Tierra en secreto. Después del ataque de Zod a New Krypton, parece que no puede concentrarse en su trabajo y va al lado de Zod. Superman e incluso Non, lobotomizados, parecen conocer su dolor y parecen querer consolarla en este momento. Junto con Superman o el Comandante El y el Comandante Gor, ahora es el líder del ejército kryptoniano.
A pesar de su breve alegría inicial por la maternidad, todavía muestra la peor parte de su creencia misándrica en su hijo, Lor-Zod quien fue abusado regularmente debido a su debilidad percibida (debido a su concepción en la Zona Fantasma, Lor edades en incontrolables chorros de engorda y poderes exposiciones más débiles que el resto de su carrera bajo un sol amarillo). Como resultado, Ursa ahora está completamente separada de Lor, quien llegó a la Tierra y fue criado como Chris Kent, el hijo adoptivo de Clark Kent y su esposa Lois Lane. Chris, al regresar a la Tierra una vez más, desafió abiertamente su propio legado, golpeando sin piedad a Ursa para salvar a Thara Ak-Var, su novia actual. Ursa ya no considera a Chris como parte de su familia y todavía resiente a Lois Lane por su vínculo con su hijo separado.
Esta versión ha desarrollado una debilidad por la luz brillante y usa gafas. Aparentemente, esto se produjo como un efecto secundario de ser encarcelado en la Zona Fantasma repetidamente.
Después de DC Rebirth, Ursa ha sido reintroducida en la nueva continuidad como la esposa de Zod, junto con su hijo Lor-Zod. Después de unirse al Escuadrón de Venganza contra Superman de Henshaw y hacerles creer que liberaran a su ejército, el General Zod usó el proyector Zona Fantasma para liberarlos. Junto con el Erradicador II, huyeron a otro planeta, planeando crear un Nuevo Krypton.

## Poderes y habilidades
Como kryptoniana, Ursa obtiene sus habilidades sobrehumanas del sol amarillo del sistema solar de la Tierra. Sus habilidades básicas son altos niveles de fuerza sobrehumana, velocidad sobrehumana y resistencia sobrehumana suficiente para doblar el acero con sus propias manos, dominar una locomotora, escapar de una bala y saltar sobre un edificio alto de un solo salto, así como un mayor sentido del oído y vista, incluida la visión de rayos X, así como visiones telescópicas y microscópicas; invulnerabilidad virtual; curación acelerada; longevidad; visión de calor; poderoso aliento helado; y vuelo. Al ser mujer, sus niveles de poder son más parecidos a los de Supergirl y Wonder Woman.
Al igual que otros fugitivos de la Zona Fantasma, Ursa generalmente nunca experimenta la medida completa de sus habilidades, ya que nunca se le da el tiempo suficiente para absorber y metabolizar la energía solar amarilla del sol de la Tierra antes de ser derrotada y desterrada de regreso a la Zona. Como tal, Ursa podría resultar más poderosa incluso que Supergirl y posiblemente Wonder Woman también debido a que es una mujer kryptoniana completamente madura, mientras que Supergirl es una mujer kryptoniana adolescente posterior y Wonder Woman es una amazona. Su fuerza completa también la convertiría en una amenaza suficiente para Superman debido a su destreza en el combate.
Más allá de su fuerza sobrehumana y sus experimentadas habilidades de combate cuerpo a cuerpo, Ursa es una asesina despiadada que hará cualquier cosa inmoral para lograr sus fines. Ella es ferozmente leal al General Zod y está dispuesta a luchar y morir por su lealtad. Ursa también es una feminista radical con un odio sociópata extremo hacia los hombres con la única excepción aparente que es el general Zod y sus cohortes de la Zona Fantasma. Este sentimiento parece extenderse en menor grado a su propio hijo, Lor-Zod, ya que ella voluntaria y alegremente se quedó al margen mientras Zod abusaba violenta y físicamente del joven.
Como todos los kryptonianos, Ursa es vulnerable a la Kryptonita y a la radiación solar roja. Su invulnerabilidad virtual no brinda protección contra el control mental o la magia y puede ser dominada y hacer que experimente lesiones significativas e incluso fatales con una fuerza significativa como la de varias explosiones atómicas o golpes de un oponente con una fuerza y durabilidad superiores como Doomsday. Su fuerza sobrehumana es inferior a la de Doomsday y su velocidad sobrehumana es inferior a la de los velocistas como Flash. Su fuerza sobrehumana es limitada debido a sus límites naturales, incluso mientras se encuentra dentro de la luz empoderadora de Sol.

## En otros medios

### Televisión
- Ursa apareció en el episodio de Superman (serie animada de 1988) "The Hunter", con la voz de Ginny McSwain. Ursa era una criminal en el planeta Krypton y fue desterrada a la Zona Fantasma por sus crímenes. Después, ella y Faora ayudaron a Zod cuando envió al "Cazador" a Metrópolis para luchar contra Superman.
- Un personaje muy similar llamado Mala apareció en tres episodios de Superman: la serie animada. Aparentemente basada en Ursa y Faora, fue interpretada inicialmente por Leslie Easterbrook y luego por Sarah Douglas en su segunda y última aparición en la serie.
- Ursa puede ser visto como uno de los muchos prisioneros de la Zona Fantasma que atacan a la Legión de Superhéroes. Se la ve junto al General Zod. Drax, un personaje que lleva un símbolo "Z" similar a la "S" de Superman, menciona a sus padres durante todo el episodio (lo que lleva a la especulación de que Zod y Ursa son los padres de Drax).
- En el episodio "Dominion" de la temporada 10 de Smallville, un personaje que pudo haber sido Ursa aparece como uno de los secuaces del General Zod en la Zona Fantasma. Hacia el final del episodio, hay una escena que refleja una escena en Superman II, que muestra a Zod, Non y Ursa atrapados en el "vidrio" dimensional, como está representado, y flotando en el espacio.
- Ursa apareció en la serie animada DC Super Hero Girls de 2019, episodio "#DCSuperHeroBoys" (Parte 1 y 2), con la voz de Tara Strong. Esta versión fue enviada a la Zona Fantasma (junto con Zod y Non) por la madre biológica de Kara, Alura Zor-El. Al escapar, ella lucha contra Flash y Batgirl, quien se enoja por llamarla "Ursula", hasta que es arrojada de nuevo a la Zona Fantasma siendo debilitada con Kryptonita.
- Ursa Zod aparece en Young Justice: Phantoms, con la voz de Vanessa Marshall. Esta versión es la esposa de Dru-Zod y madre de Lor-Zod, quien es elegida por el Ojo Esmeralda de Ekron para convertirse en la Emperatriz Esmeralda.

### Película
- En la primera película de Superman: The Movie, Ursa (interpretada por Sarah Douglas) aparece junto al General Zod y Non cuando están siendo sentenciados a un encarcelamiento eterno en la Zona Fantasma por el Consejo de Ancianos Gobernantes de Krypton. El principal acusador es el padre biológico de Superman, Jor-El, quien declara que las "perversiones y el odio irracional de Ursa hacia toda la humanidad han amenazado incluso a los niños del planeta Krypton". Ursa, Zod y Non están encarcelados en la Zona Fantasma, donde deberían permanecer por toda la eternidad y no se supo de ellos en la primera película. Una vez en la Zona Fantasma, grita desesperadamente: "¡Perdóname!" repetidamente.
- En la versión teatral de Superman II, Ursa, Zod y Non son liberados de la Zona Fantasma cuando una bomba de hidrógeno arrojada al espacio por Superman detona cerca de la Zona, rompiéndola. Los tres villanos se encuentran con un grupo de astronautas en la luna de la Tierra. Conoce a un astronauta y le pregunta qué tipo de criatura es. Cuando él responde que es un hombre, Ursa intenta arrancar el emblema de Exploración Espacial Internacional de su traje espacial. El astronauta intenta escapar, pero Ursa vuela y lo interrumpe. Luego le arranca el emblema del traje, lo descomprime y lo mata. Ursa, complacido, lo envía al espacio con una rápida patada en el trasero. Tras la confrontación Lunar, Ursa y los villanos se dirigen a la Tierra, que creen que se llama "Houston", y proceden a arrasar la pequeña ciudad de East Houston, Idaho. Desde allí, se trasladan a la Casa Blanca, donde el Presidente de los Estados Unidos (interpretado por E. G. Marshall) se ve obligado a arrodillarse ante Zod. Cuando Ursa, Zod y Non finalmente conocen a Superman, se desarrolla una secuencia de batalla épica en las calles de Metrópolis, que termina cuando Ursa y Non arrojan un autobús a Superman y él huye de la escena. Lex Luthor luego les dice a los villanos que sabe a dónde se ha ido Superman y sugiere llevar a Lois Lane debido a su relación con Superman. Los villanos son llevados a la Fortaleza de la Soledad en el Ártico, donde Ursa y Non amenazan con partir a Lois Lane en dos si Superman no se arrodilla ante el General Zod. Superman intenta engañar a los villanos para que entren en una cámara de moléculas que les quitará sus poderes, pero Zod lo obliga a entrar él mismo. Sin embargo, Superman realmente ha engañado a los villanos: invirtió los efectos de la cámara de moléculas para que su radiación solar roja se transmita por toda la fortaleza mientras Superman permanece protegido dentro de la cámara. Los villanos son despojados de sus poderes y Ursa es vista por última vez cuando Lois la golpea, tirándola a una grieta en la Fortaleza donde desaparece en la niebla. En las versiones extendidas de la película que se han proyectado en televisión, Ursa tiene un papel ligeramente ampliado. Se la ve rasgando una insignia del uniforme de un oficial militar en la Casa Blanca mientras comenta lo peculiar que es que los hombres usen cintas y joyas en este planeta. Ella se las arregla fácilmente para derrotar a un hombre en un juego de lucha de brazos, dejándolo inconsciente, y cuando otro de los hombres la desafía, el General Zod lo arroja a la calle a través de la pared. En una escena eliminada, un niño en East Houston intenta escapar y buscar ayuda, pero Non arranca la luz de la parte superior de un carro de policía y la lanza como una bala de artillería, matando al niño y su caballo en la distancia. Una mujer horrorizada comenta "¡Era solo un niño!" a lo que, con obvio placer, Ursa responde: "¡Quién nunca se convertirá en un hombre!" Además, en algunas versiones extendidas, se ve a Ursa, Zod y Non impotentes siendo conducidos a los vehículos de la Policía Ártica después del enfrentamiento final en la Fortaleza. La versión teatral sugiere que están muertos, ya que todos se ven cayendo en grietas dentro de la Fortaleza de las que nunca salen.
- En Superman II: The Richard Donner Cut (una versión renovada de la película de 2006 tal como la concibió su director original, Richard Donner), Zod, Ursa y Non son liberados de su encarcelamiento cuando Superman redirige un misil nuclear que se dirigía a Hackensack, Nueva Jersey hacia espacio. La explosión resultante destruye la Zona Fantasma, liberando a los criminales. Al final de la película, Superman usa una distorsión del tiempo para revertir todo el daño que Zod, Ursa y Non le hicieron a la Tierra, así como para volver a encarcelarlos en la Zona Fantasma, ya que Superman está totalmente en contra de la pena capital bajo cualquier condición y circunstancia. A diferencia de las representaciones un poco más cursi de Richard Lester, en el corte de la película, los villanos, incluida Ursa, en esta versión son retratados como mucho más serios y amenazantes.

### Videojuegos
- Ursa aparece en el videojuego DC Universe Online, con la voz de Adrienne Mishler.
- Ursa aparece como una tarjeta de apoyo en la versión móvil de Injustice: Dioses entre nosotros.
- En Injustice 2, Ursa hace un cameo en el final del personaje de Sub-Zero donde se muestra que ella, Non y el general Zod han unido fuerzas con el Superman del One Earth Regime que había sido encarcelado en la Zona Fantasma después de la derrota de Brainiac. Los villanos kryptonianos y Superman logran escapar cuando la Liga de la Justicia de Batman crea accidentalmente un portal a la Zona Fantasma mientras intentan crear un portal a Earthrealm para Sub-Zero. Sub-Zero, sintiéndose responsable de su escape, une fuerzas con la Liga de la Justicia de Batman. En el final, se muestra a Ursa y Non peleando con Batman mientras Supergirl se enfrenta al General Zod, y Sub-Zero se enfrenta a Superman. Además, Supergirl también tiene dos paletas de colores alternativas llamadas Fury of Ursa en referencia a ella.